# چارلز مارلینگ
سر چارلز موری مارلینگ (به انگلیسی: Sir Charles Murray Marling) ‏(۳ دسامبر ۱۸۶۳ – ۱۶ فوریه ۱۹۳۳ میلادی) یک دیپلمات اهل بریتانیا بود.

## بیوگرافی
در تاریخ ۸ مارس ۱۹۱۹ وی به سمت وزیر مختار در کشور دانمارک منصوب گشت.
چارلز مارلینگ در طی سال‌های ۱۹۰۵-۱۹۰۷ و در طول انقلاب مشروطه، سفیر وقت بریتانیا در ایران بود.